# سوفانان بوریرات
سوفانان بوریرات (تایلندی: ศุภนันท์ บุรีรัตน์؛ زادهٔ ۱۰ دسامبر ۱۹۹۳) بازیکن فوتبال اهل تایلند است.
وی همچنین در تیم ملی فوتبال تایلند بازی کرده‌است.